# Mas de Barberans (kommun)
Mas de Barberans är en kommun i Spanien.   Den ligger i provinsen Província de Tarragona och regionen Katalonien, i den östra delen av landet, 300 km öster om huvudstaden Madrid. Antalet invånare är 636. Arean är 79 kvadratkilometer. Mas de Barberans gränsar till Roquetes, Santa Bàrbara, La Galera, Ulldecona och La Sénia. 
Terrängen i Mas de Barberans är varierad.